# Audea melaleuca
Audea melaleuca är en fjärilsart som beskrevs av Walker 1865. Audea melaleuca ingår i släktet Audea och familjen nattflyn. Inga underarter finns listade i Catalogue of Life.